# Famicom Detective Club: The Missing Heir
Famicom Detective Club: The Missing Heir (ファミコン探偵倶楽部 消えた後継者?, Famicom Tantei Club: Kieta Kōkeisha) è un videogioco d'avventura sviluppato da Nintendo Research & Development 1 per Famicom Disk System. Composto da due dischetti pubblicati nel 1988, il gioco ha ricevuto un prequel dal titolo Famicom Detective Club: The Girl Who Stands Behind (ファミコン探偵倶楽部PARTⅡ うしろに立つ少女?, Famicom Tantei Club Part II: Ushiro ni Tatsu Shōjo).
In Giappone il titolo è stato inserito nella raccolta Famicom Mini per Game Boy Advance e distribuito tramite Virtual Console per Wii, Wii U e Nintendo 3DS.
Un remake del titolo e del rispettivo prequel sono stati annunciati per Nintendo Switch. La versione giapponese era stata inizialmente prevista per il 2020, ma in seguito rimandata al 2021.
Nel 2024 viene annunciato un quarto capitolo della serie Famicom Detective Club dal titolo Emio – L'uomo che sorride.

## Trama
La storia inizia con un uomo, Amachi, che ritrova il protagonista a terra, scivolato da un burrone lì vicino. A causa della caduta, il protagonista ha perso completamente la memoria. Dopo esseri ripreso, torna al luogo dell'incidente ed incontra una ragazza chiamata Ayumi Tachibana. Ayumi sostiene che loro due siano assistenti detective della Agenzia Investigativa Utsugi e prima della sua scomparsa stavano investigando sulla morte di Kiku Ayashiro. Circolano voci su una leggenda nel villaggio: chiunque tenti di riubare il tesoro della famiglia Ayashiro verrebbe colpito da una maledizione. Il protagonista si dirige quindi alla villa Ayashiro per continuare il suo lavoro ed intanto scoprire di più su sé stesso, riacquisendo pian pianino i ricordi.

## Modalità di gioco
Il giocatore potrà scegliere diversi comandi da un menù a sinistra dello schermo, quali per esempio: Parla, Esamina, Prendi, Mostra e Vai. Attraverso questi comandi il giocatore può dialogare con i sospettati ed i potenziali testimoni, esaminare la scena, mostrare prove o spostarsi in altri luoghi. I dialoghi vengono nel mentre mostrati in un riquadro nella parte inferiore dello schermo. In certi punti il giocatore deve anche rispondere a domande, scrivendo la risposta.

## Sviluppo

Copertina ufficiale del remake

I dialoghi del gioco sono stati scritti da Yoshio Sakamoto. Questi giochi erano la sua prima esperienza nell'arte di scrittura di dialoghi, e ha dichiarato di essere ispiratosi ai film horror di Dario Argento. In un'intervista, Sakamoto disse "volevo creare cose nella stessa maniera di Argento".
La stesura è iniziata quando Gunpei Yokoi ha chiesto a Sakamoto di sviluppare un videogioco chiamato Famicom Shōnen Tanteidan (Il Club dei Giovani Detective Famicom) con un'altra compagnia. Sakamoto si è ispirato a Portopia Renzoku Satsujin Jiken per creare un'avventura testuale. Agli inizi della programmazione, Sakamoto stava lavorando anche ad un simulatore di appuntamenti chiamato Nakayama Miho no Tokimeki High School, nel quale ha avuto problemi a causa del coinvolgimento di Miho Nakayama e l'utilizzo di Disk Fax. Sakamoto ha fatto il possibile per evitare situazioni simili con Famicom Detective Club.
Prima della programmazione, Sakamoto scrisse a mano la sceneggiatura come un libro e la condivise con lo staff. Inizialmente il nome originale del capitolo della serie doveva essere 屍の村?, Shikabane no Mura, ma Sakamoto ha convinto il suo capo a cambiarlo dopo avergli mostrato la sceneggiatura. Lo scrittore Toru Osawa voleva che la copertina fosse simile ai poster di Toho per i film di Seishi Yokomizo. Tuttavia né a Osawa né a Sakamoto piacque il risultato finale, commissionato da una compagnia terza. Per il capitolo successivo decisero di fare loro uno sketch.
Il remake per Nintendo Switch è stato sviluppato da Mages con la supervisione dello staff originale. Sono state fatte complete nuove grafiche e arrangiamenti delle musiche, aggiungendo anche il doppiaggio giapponese. Per la prima volta il capitolo ha ricevuto una localizzazione in lingua inglese. Yūko Minaguchi riprende il ruolo di Ayumi Tachibana da BS Tantei Club: Yuki ni Kieta Kako, terzo capitolo della serie.

## Distribuzione
Il gioco è stato pubblicato in due dischetti separati per il Famicom Disk System: il primo il 27 aprile e il secondo il 14 giugno 1988.
Insieme al secondo capitolo, The Missing Heir è stato distribuito successivamente per Game Boy Advance nell'agosto 2004 all'interno della terza ondata di Famicom Mini. Entrambi i giochi sono rientrati nella top 10 delle vendite in Giappone nella settimana del loro pubblicazione. The Missing Heir è stato ridistribuito per Virtual Console per Wii, Nintendo 3DS e Wii U nei Nintendo eShop nipponici.
Il remake, originariamente previsti per il 2020, sono stati pubblicati per Nintendo Switch in tutto il mondo il 14 maggio 2021. Il remake è stato distribuito sia individualmente, che in coppia con The Girl Who Stands Behind a prezzo ridotto. Una Collector's Edition è stata pubblicata esclusivamente in Giappone, contenente una cartuccia con entrambi i capitoli, un artbook, la colonna sonora in CD e vari altri collezionabili.

## Accoglienza
| Testata | Giudizio |
| ------- | -------- |
| Famitsū | 29/40    |
| Yuge    | Positivo |

Famicom Detective Club: The Missing Heir ha ricevuto recensioni abbastanza positive dai critici giapponesi.
I lettori di Famimaga hanno dato al gioco 19,30 su 25 in un sondaggio. Uzuki di Yuge ha definito The Missing Heir un "capolavoro" tra i videogiochi di avventura, elogiando il worldbuilding simile a Seishi Yokomizo.

### Remake
| Testata                              | Giudizio |
| ------------------------------------ | -------- |
| Metacritic (media al 5 ottobre 2024) | 74/100   |
| Destructoid                          | 31/40    |
| Nintendo World Report                | 7/10     |

Il remake per Nintendo Switch ha avuto recensioni "miste e medie" su Metacritic.